# Chặng đua MotoGP Styria 2021
Chặng đua MotoGP Styria 2021 (tên chính thức 2021 Michelin Grand Prix of Styria) là chặng đua thứ 10 của mùa giải MotoGP 2021. Chặng đua được tổ chức ở trường đua Red Bull Ring, Áo từ ngày 06 đến ngày 08 tháng 08 năm 2021. Người chiến thắng là Jorge Martín của đội đua Pramac Ducati. Ở buổi họp báo trước chặng đua, Valentino Rossi chính thức tuyên bố giải nghệ sau khi kết thúc mùa giải 2021.

## Bối cảnh
Đây là chặng đua được bổ sung vào lịch thi đấu do chặng đua GP Phần Lan bị hủy vì đại dịch Covid-19. Đây cũng là chặng đua đầu tiên trong số hai chặng đua liên tiếp được tổ chức ở trường đua Red Bull Ring.

## Diễn biến chính

### Race-1:
Người giành được vị trí xuất phát đầu tiên là Jorge Martín của đội đua Pramac.
Ở pha xuất phát lần 1, xảy ra va chạm nhẹ giữa Marc Marquez và Aleix Espargaro. Francesco Bagnaia vượt lên dẫn đầu. Nhưng ở phía sau đã xảy ra tai nạn nghiêm trọng giữa tay đua tham gia bằng suất đặc cách Dani Pedrosa và Lorenzo Savadori khiến cho cuộc đua phải tạm dừng.

### Race-2:
Ở pha xuất phát lần 2 thì Bagnaia bị tụt lại rất sâu, người dẫn đầu là Jack Miller. Tuy nhiên tay đua người Úc đã để cho Martin, Joan Mir và Fabio Quartararo vượt mặt. Sau đó anh còn để bị ngã xe khi đang chạy ở vị trí thứ 4, phải bỏ cuộc ở vòng 18.
Martin, Mir và Quartararo giữ vững vị trí của mình cho đến khi cán đích. Với Martin, anh đã giành được chiến thắng thể thức MotoGP đầu tiên, đây cũng là chiến thắng thể thức MotoGP đầu tiên trong lịch sử đội đua vệ tinh Pramac.
Trên BXH tổng sắp, Quartararo tiếp tục dẫn đầu với 172 điểm, tạo khoảng cách 40 điểm với người đứng thứ hai.

## Kết quả
| Stt                         | Số xe | Tay đua           | Xe      | Lap | Thời gian         | Xuất phát | Điểm |
| --------------------------- | ----- | ----------------- | ------- | --- | ----------------- | --------- | ---- |
| 1                           | 89    | Jorge Martín      | Ducati  | 27  | 38:07.879         | 1         | 25   |
| 2                           | 36    | Joan Mir          | Suzuki  | 27  | +1.548            | 5         | 20   |
| 3                           | 20    | Fabio Quartararo  | Yamaha  | 27  | +9.632            | 3         | 16   |
| 4                           | 33    | Brad Binder       | KTM     | 27  | +12.771           | 16        | 13   |
| 5                           | 30    | Takaaki Nakagami  | Honda   | 27  | +12.923           | 10        | 11   |
| 6                           | 5     | Johann Zarco      | Ducati  | 27  | +13.031           | 6         | 10   |
| 7                           | 42    | Álex Rins         | Suzuki  | 27  | +14.839           | 13        | 9    |
| 8                           | 93    | Marc Márquez      | Honda   | 27  | +17.953           | 8         | 8    |
| 9                           | 73    | Álex Márquez      | Honda   | 27  | +19.059           | 11        | 7    |
| 10                          | 26    | Dani Pedrosa      | KTM     | 27  | +19.389           | 14        | 6    |
| 11                          | 63    | Francesco Bagnaia | Ducati  | 27  | +21.667           | 2         | 5    |
| 12                          | 23    | Enea Bastianini   | Ducati  | 27  | +25.267           | 20        | 4    |
| 13                          | 46    | Valentino Rossi   | Yamaha  | 27  | +26.282           | 17        | 3    |
| 14                          | 10    | Luca Marini       | Ducati  | 27  | +27.492           | 18        | 2    |
| 15                          | 27    | Iker Lecuona      | KTM     | 27  | +31.076           | 19        | 1    |
| 16                          | 44    | Pol Espargaró     | Honda   | 27  | +31.150           | 15        |      |
| 17                          | 35    | Cal Crutchlow     | Yamaha  | 27  | +40.408           | 23        |      |
| 18                          | 9     | Danilo Petrucci   | KTM     | 27  | +48.114           | 22        |      |
| NC                          | 12    | Maverick Viñales  | Yamaha  | 27  | +1:03.149         | 9         |      |
| Ret                         | 43    | Jack Miller       | Ducati  | 18  | Tai nạn           | 4         |      |
| Ret                         | 88    | Miguel Oliveira   | KTM     | 14  | Lốp xe            | 12        |      |
| Ret                         | 41    | Aleix Espargaró   | Aprilia | 4   | Lỗi kỹ thuật      | 7         |      |
| DNS                         | 32    | Lorenzo Savadori  | Aprilia | 0   | Không đua lần hai | 21        |      |
| OFFICIAL MOTOGP RACE REPORT |       |                   |         |     |                   |           |      |

Chú thích: Đây là kết quả của Race-2 của cuộc đua chính.
Nguồn: Trang chủ MotoGP

## Bảng xếp hạng sau chặng đua
Dưới đây là bảng xếp hạng top 5 tay đua, xưởng đua và đội đua:
|   | Stt | Tay đua           | Điểm |
| - | --- | ----------------- | ---- |
|   | 1   | Fabio Quartararo  | 172  |
|   | 2   | Johann Zarco      | 132  |
| 1 | 3   | Joan Mir          | 121  |
| 1 | 4   | Francesco Bagnaia | 114  |
|   | 5   | Jack Miller       | 100  |

|  | Stt | Xưởng đua | Điểm |
|  | --- | --------- | ---- |
|  | 1   | Yamaha    | 200  |
|  | 2   | Ducati    | 192  |
|  | 3   | KTM       | 127  |
|  | 4   | Suzuki    | 125  |
|  | 5   | Honda     | 97   |

|   | Stt | Đội đua                      | Điểm |
| - | --- | ---------------------------- | ---- |
|   | 1   | Monster Energy Yamaha MotoGP | 267  |
|   | 2   | Ducati Lenovo Team           | 214  |
|   | 3   | Pramac Racing                | 184  |
| 1 | 4   | Team Suzuki Ecstar           | 163  |
| 1 | 5   | Red Bull KTM Factory Racing  | 158  |